# Trehörnagyl
Trehörnagyl är en sjö i Karlshamns kommun i Blekinge och ingår i Mieåns huvudavrinningsområde. Sjön är 8 meter djup, har en yta på 0,021 kvadratkilometer och befinner sig 97 meter över havet.